# Obagot del Móra

L'Obagot del Móra, respecte del terme d'Abella de la Conca

L'Obagot del Móra, és un indret del terme municipal d'Abella de la Conca, a la comarca del Pallars Jussà.
Està situat al sud de la vila d'Abella de la Conca, A l'esquerra del barranc de Fonguera, en el costat de ponent del Cap del Pla. Aquest obagot, característic pels talussos de terra fina vermellosa que es van desfent amb les pluges, és a la dreta de la Carretera d'Abella de la Conca, en direcció a aquesta vila, just abans de travessar el pont damunt del barranc de Fonguera.

## Etimologia
Es tracta d'una obaga petita i fosca, pertanyent a la casa dels Móra. És, per tant, un topònim romànic descriptiu.